# Pleasure (groupe)
Pour les articles homonymes, voir Pleasure.
Pleasure est un groupe de musique afro-américain, dont le style mélange jazz, rock, soul, funk et R&B. Il s'est formé à Portland, dans l'Oregon, probablement en 1972, autour de l'auteur, compositeur et interprète Marlon ''The Magician'' McClain. Il se sépare en 1983, après un changement de maison de disque et le départ du leader Marlon McClain qui se consacre à d'autres projets en groupe ou en solo. Ce dernier devient alors membre d'une nouvelle formation : Taxxi.

## Biographie
Le groupe naît au début des années 1970 à Portland, (état de l'Oregon, (États-Unis).
La formation originale très étoffée comprend :
- Dennis Springer (saxophone tenor et soprano)
- Dan Brewster (trombone)
- Marlon "The Magician" McClain (guitares et chœurs vocaux)
- Bruce Carter (batterie) (né b. Bruce Edward Carter le 28 décembre 1956, décédé le 12 août 2006 à Portland, Oregan, U.S.A.)
- Tony Collins (trompette / Buggle)
- Donald Hepburn (claviers et chœurs vocaux)
- Michael Hepburn (claviers et chœurs vocaux)
- Nathaniel Phillips (guitare basse et chœurs vocaux)
- Bruce Smith (percussions et chœurs vocaux)
- Doug Lewis (Chants et chœurs vocaux / leader du groupe)
- Sherman Davis (Chants et chœurs vocaux / leader du groupe)

## Discographie

### Enregistrements au format LP 33
| Dernière session | Nom de l'album LP (format LP 10" et 12" / Mono)                                                     | Label           | Références discographiques    | Évaluation All Music |
| ---------------- | --------------------------------------------------------------------------------------------------- | --------------- | ----------------------------- | -------------------- |
| 1975             | Dust yourself off 54e album au classement R&B Albums                                                | Fantasy Records | Fantasy F-9473 (LP 12")       |                      |
| 1976             | Accept no substitutes 32e album au classement R&B Albums 162e album au classement The Billboard 200 | Fantasy         | Fantasy F-9506 (LP 12")       |                      |
| 1977             | Joyous 34e album au classement R&B Albums 113e album au classement The Billboard 200                | Fantasy         | Fantasy F-9526 (LP 12")       |                      |
| 1978             | Get to the feeling 42e album au classement R&B Albums 119e album au classement The Billboard 200    | Fantasy         | Fantasy F-9550 (LP 12")       |                      |
| 1979             | Future now 13e album au classement R&B Albums 67e album au classement The Billboard 200             | Fantasy         | Fantasy F-9578 (LP 12")       |                      |
| 1980             | Special things 27e album au classement R&B Albums 97e album au classement The Billboard 200         | Fantasy         | Fantasy F-9600 (LP 12")       |                      |
| 1982             | Give it up 30e album au classement R&B Albums 164e album au classement The Billboard 200            | RCA Victor      | RCA Victor AFL1-4209 (LP 12") |                      |